# Кальмия лежачая
Кальмия лежачая (лат. Kalmia procumbens) — вид деревянистых растений семейства Вересковые (Ericaceae).
Некоторые источники признают включение вида в род Кальмия (Kalmia), другие продолжают придерживаться традиционному выделению этого вида в монотипный род Loiseleuria Desv. — Луазелеурия, или Луазлерия, или Луазелёрия, названный в честь французского ботаника Жана Луи Огюста Луазелёра-Делонгшана; в последнем случае правильным названием вида считается Loiseleuria procumbens (L.) Loisel. Известная база данных The Plant List в своём первом издании (2010) считала правильным названием для этого вида Kalmia procumbens (L.) Gift & Kron ex Galasso, Banfi & F.Conti, однако во втором издании (2013) правильным названием для вида считается Loiseleuria procumbens (L.) Loisel..

## Ботаническое описание

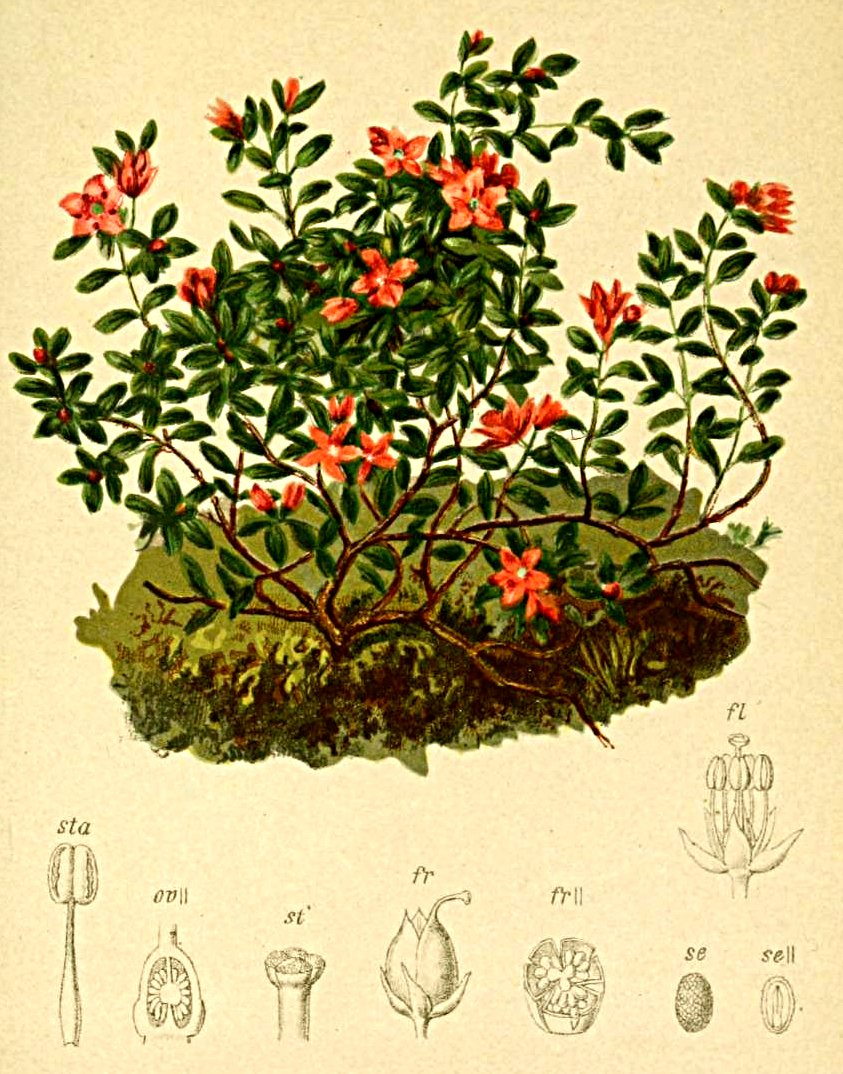
Ботаническая иллюстрация из книги «Atlas der Alpenflora», 1882

Вечнозелёный, распростёртый, плотно прижатый к земле кустарничек. Листья на коротких (1—2,5 мм длиной) черешках, супротивные, узкоэллиптические или продолговато-эллиптические, тупые, кожистые, край цельный, завернутый, сверху тёмно-зелёные, блестящие, голые, снизу светлые, 3—8 мм длиной, 1—2,5 мм шириной.
Цветки собраны по 2—5 в конечные зонтиковидные кисти, пятимерные. Цветоножки красноватые, 3—5 мм длиной (при плодах 8—10 мм). Чашечка пятираздельная, остающаяся; чашелистики ланцетные, красноватые, 1,5—2 мм длиной, 0,5—0,7 мм шириной. Венчик колокольчатый, пятинадрезанный, розовый или белый, около 4 мм длиной; доли отгиба островатые, вверх направленные. Тычинок 5, короче венчика; нити толстые, почти плоские; пыльники фиолетовые, короткие, открываются продольной трещиной. Рыльце головчатое; завязь 2—4-гнёздная. Плод — шаровидная коробочка, открывается створками, 3—4,5 мм длиной; семена мелкие, шаровидные.
Цветение — июнь-август, плодоношение — август-сентябрь.

## Распространение
Арктоальпийский вид, встречается циркумполярно в северном полушарии. В частности, в России это растение произрастает в Хибинах, на Приполярном Урале, Алданском нагорье, Чукотке и Камчатке. Также встречается в Украинских Карпатах (гора Ребра) и занесено в Красную книгу Украины.

## Синонимика
- Azalea procumbens L.basionym
- Chamaecistus procumbens (L.) Kuntze
- Chamaeledon procumbens (L.) Link
- Kalmia procumbens (L.) Gift, Kron & P.F.Stevens, nom. inval.
- Kalmia procumbens (L.) Gift & Kron, nom. superfl.
- Loiseleuria procumbens (L.) Loisel.
- Loiseleuria procumbens (L.) Desv., nom. superfl.
- Rhododendron procumbens (L.) Alph.Wood
- Rhododendron procumbens (L.) E.H.L.Krause, nom. superfl.